# V Coronae Australis
V Coronae Australis är en eruptiv variabel av RCB-typ (RCB) i stjärnbilden Södra kronan.
Stjärnan har visuell magnitud +9,4 och når i förmörkelsefasen ner till +17,9. V Coronae Australis observerades i förmörkelsefasen från 1994 till 1998.